# Turrella granulosissima
Turrella granulosissima é uma espécie de gastrópode do gênero Turrella, pertencente a família Clathurellidae.